# Deutsche Fußballmeisterschaft 1951/52
Deutscher Fußballmeister 1952 wurde der VfB Stuttgart. Die Schwaben gewannen den Titel durch einen 3:2-Sieg über den 1. FC Saarbrücken.

## Teilnehmer an der Endrunde
| Hamburger SV           | → Meister der Oberliga Nord 1951/52       |
| VfL Osnabrück          | → Zweiter der Oberliga Nord 1951/52       |
| VfB Stuttgart          | → Meister der Oberliga Süd 1951/52        |
| 1. FC Nürnberg         | → Zweiter der Oberliga Süd 1951/52        |
| 1. FC Saarbrücken      | → Meister der Oberliga Südwest 1951/52    |
| Tennis Borussia Berlin | → Meister der Vertragsliga Berlin 1951/52 |
| Rot-Weiss Essen        | → Meister der Oberliga West 1951/52       |
| FC Schalke 04          | → Zweiter der Oberliga West 1951/52       |

## Vorrunde

### Gruppe 1
| Datum     |                   | Ergebnis  |                   |
| --------- | ----------------- | --------- | ----------------- |
| So 27.04. | Hamburger SV      | 4:2 (3:1) | 1. FC Nürnberg    |
| So 27.04. | 1. FC Saarbrücken | 4:1 (2:0) | Schalke 04        |
| So 11.05. | 1. FC Nürnberg    | 5:2 (3:2) | 1. FC Saarbrücken |
| So 11.05. | Schalke 04        | 3:0 (0:0) | Hamburger SV      |
| So 18.05. | Schalke 04        | 2:2 (0:1) | 1. FC Nürnberg    |
| So 18.05. | 1. FC Saarbrücken | 3:0 (1:0) | Hamburger SV      |
| So 25.05. | 1. FC Nürnberg    | 4:2 (1:1) | Schalke 04        |
| So 25.05. | Hamburger SV      | 4:1 (3:1) | 1. FC Saarbrücken |
| Mo 02.06. | 1. FC Nürnberg    | 4:0 (1:0) | Hamburger SV      |
| Mo 02.06. | Schalke 04        | 2:4 (1:2) | 1. FC Saarbrücken |
| So 08.06. | Hamburger SV      | 8:2 (2:0) | Schalke 04        |
| So 08.06. | 1. FC Saarbrücken | 3:1 (0:1) | 1. FC Nürnberg    |

#### Abschlusstabelle
| Pl. | Verein            | Sp. | S | U | N | Tore    | Quote | Punkte |
| --- | ----------------- | --- | - | - | - | ------- | ----- | ------ |
| 1.  | 1. FC Saarbrücken | 6   | 4 | 0 | 2 | 017:130 | 1,31  | 08:40  |
| 2.  | 1. FC Nürnberg    | 6   | 3 | 1 | 2 | 018:130 | 1,38  | 07:50  |
| 3.  | Hamburger SV      | 6   | 3 | 0 | 3 | 016:150 | 1,07  | 06:60  |
| 4.  | FC Schalke 04     | 6   | 1 | 1 | 4 | 012:220 | 0,55  | 03:90  |

### Gruppe 2
| Datum     |                        | Ergebnis  |                        |
| --------- | ---------------------- | --------- | ---------------------- |
| So 27.04. | VfL Osnabrück          | 0:0       | VfB Stuttgart          |
| So 27.04. | Rot-Weiss Essen        | 2:4 (1:1) | Tennis Borussia Berlin |
| So 11.05. | VfB Stuttgart          | 3:0 (3:0) | Tennis Borussia Berlin |
| So 11.05. | VfL Osnabrück          | 3:2 (0:1) | Rot-Weiss Essen        |
| So 18.05. | VfB Stuttgart          | 5:3 (3:1) | Rot-Weiss Essen        |
| So 18.05. | Tennis Borussia Berlin | 2:1 (0:0) | VfL Osnabrück          |
| So 25.05. | Tennis Borussia Berlin | 1:1 (0:1) | VfB Stuttgart          |
| So 25.05. | Rot-Weiss Essen        | 2:0 (1:0) | VfL Osnabrück          |
| Mo 02.06. | Rot-Weiss Essen        | 3:2 (2:1) | VfB Stuttgart          |
| Mo 02.06. | VfL Osnabrück          | 4:0 (1:0) | Tennis Borussia Berlin |
| So 08.06. | VfB Stuttgart          | 3:1 (2:0) | VfL Osnabrück          |
| So 08.06. | Tennis Borussia Berlin | 1:2 (1:1) | Rot-Weiss Essen        |

#### Abschlusstabelle
| Pl. | Verein                 | Sp. | S | U | N | Tore    | Quote | Punkte |
| --- | ---------------------- | --- | - | - | - | ------- | ----- | ------ |
| 1.  | VfB Stuttgart          | 6   | 3 | 2 | 1 | 014:800 | 1,75  | 08:40  |
| 2.  | Rot-Weiss Essen        | 6   | 3 | 0 | 3 | 014:150 | 0,93  | 06:60  |
| 3.  | VfL Osnabrück          | 6   | 2 | 1 | 3 | 009:900 | 1,00  | 05:70  |
| 4.  | Tennis Borussia Berlin | 6   | 2 | 1 | 3 | 008:130 | 0,62  | 05:70  |

## Finale
| VfB Stuttgart                                                    | VfB Stuttgart | 1. FC Saarbrücken | 1. FC Saarbrücken |
| ---------------------------------------------------------------- | --- | --- | ----------------- |
| VfB Stuttgart                                                    | \| Sonntag, 22. Juni 1952 in Ludwigshafen am Rhein (Südweststadion) \| \| Ergebnis: 3:2 (2:1) \| \| Zuschauer: 84.000 \| \| Schiedsrichter: Jupp Nettekoven (Bonn) \|                            | \| Sonntag, 22. Juni 1952 in Ludwigshafen am Rhein (Südweststadion) \| \| Ergebnis: 3:2 (2:1) \| \| Zuschauer: 84.000 \| \| Schiedsrichter: Jupp Nettekoven (Bonn) \|                                | 1. FC Saarbrücken |
| VfB Stuttgart                                                    | Karl Bögelein; Rolf Krauß, Richard Steimle; Robert Schlienz, Erich Retter, Karl Barufka; Otto Baitinger, Leo Kronenbitter, Roland Wehrle, Peter Krieger, Rolf Blessing Cheftrainer: Georg Wurzer | Erwin Strempel; Waldemar Philippi, Theodor Puff; Karl Berg, Nikolaus Biewer, Jakob Balzert; Werner Otto, Herbert Martin, Herbert Binkert, Peter Momber, Konrad Schreiner Cheftrainer: Auguste Jordan | 1. FC Saarbrücken |
| VfB Stuttgart                                                    | 1:1 Schlienz (18.) 2:1 Baitinger (43.) 3:2 Baitinger (73.) | 0:1 Schreiner (15.) 2:2 Martin (54.) | 1. FC Saarbrücken |
| Sonntag, 22. Juni 1952 in Ludwigshafen am Rhein (Südweststadion) | | |                   |
| Ergebnis: 3:2 (2:1)                                              | | |                   |
| Zuschauer: 84.000                                                | | |                   |
| Schiedsrichter: Jupp Nettekoven (Bonn)                           | | |                   |